# Kalinka (wzgórze)
Kalinka – wzgórze (386 m n.p.m.) w południowo-zachodniej Polsce, we Wzgórzach Strzelińskich, na Przedgórzu Sudeckim.

## Szlaki turystyczne
Strzelin – Szańcowa – Gościęcice Średnie – Skrzyżowanie pod Dębem – Gromnik – Dobroszów – Kalinka – Skrzyżowanie nad Zuzanką – Źródło Cyryla – Ziębice – Lipa – Rososznica – Stolec – Cierniowa Kopa – Kolonia Bobolice – Kobyla Głowa – Karczowice – Podlesie – Ostra Góra – Starzec – Księginice Wielkie – Sienice – Łagiewniki – Oleszna – Przełęcz Słupicka – Sulistrowiczki – Ślęża – Sobótka
 Ząbkowice Śląskie – Bobolice – Cierniowa Kopa – Zameczny Potok – Muszkowicki Las Bukowy – Muszkowice – Henryków – Raczyce – Witostowice – Nowolesie – Nowoleska Kopa – Kalinka – Nowina – Dzierzkowa – Siemisławice – Przeworno – Krzywina – Garnczarek – Skrzyżowanie pod Dębem – Biały Kościół